# 판소리 명창대첩 광대전
《판소리 명창대첩 광대전》은 2012년부터 전주 MBC에서 방송되고 있는 판소리 명창 경연 프로그램이다.

## 주요 참가자

### 시즌 1
- 왕기철 (우승)
- 장문희 (준우승)
- 왕기석 (3위)
- 염경애 (4위)
- 박애리 (Top6)
- 최영란 (Top6)
- 소주호 (Top10)
- 김학용 (Top10)
- 권하경 (Top10)
- 김미숙 (Top10)

### 시즌 2
- 왕기석 (우승)
- 박애리 (준우승)
- 박춘맹
- 허애선
- 양은희
- 차복순
- 김찬미
- 현미

### 시즌 3
- 김연 (우승)
- 김나영[2]
- 송재영
- 김차경
- 강영란[3]
- 현미
- 김현주
- 소주호

### 시즌 4
- 장문희 (우승)
- 원진주
- 노해현
- 왕기석
- 박애리
- 왕기철
- 김연
- 김나영[4]

### 시즌 5
- 김정민
- 김지숙
- 방수미
- 임현빈
- 이연정
- 정상희
- 서정민
- 김도현

### 시즌 6
- 이소연
- 최호성
- 신진원
- 유태평양
- 김나니
- 서의철
- 정승희
- 강길원